# Ivittuuts kommun
Ivittuuts kommun var en kommun på Grönland fram till 1 januari 2009. Från detta datum ingår Ivittuut i den nya storkommunen Sermersooq. Ivituut låg i amtet Kitaa. Huvudort var Ivittuut.
Med sina 600 kvadratkilometer var det Grönlands minsta kommun. Av de 600 kvadratkilometrarna är 450 isfritt, 50 istäckt och 100 havsområde. Fjällen är i genomsnitt 600–800 m ö.h. med Laksefjeld som det högsta med sina 1 091 meter. Antalet invånare i den f.d. kommunen var 182.
Inom den gamla kommungränsen finns tre glaciärer, varav Arsukglaciären utmynnar i fjorden, Søndre Qoornoqglaciären sluttar ut på en moränslätt och Nordre Qoornoqglaciären slutar i en sjö.
Søndre Qoornoqglaciären är särskilt intressant, p.g.a. de många sfärformade sediment med fossila avtryck.
Utöver huvudorten finns även inom den tidigare kommunen byn Kangilinnguit (på danska: Grønnedal).